# Autoagregación en las células
Las moléculas anfifílicas cuando se encuentran en entornos de agua pura, se agrupan formando una esfera. Sin embargo esta forma de agregación no siempre es la más viable. Para formar una esfera, cada tensioactivo debe tener una forma cónica, su cabeza hidrofílica debe ser más ancha que su cola, en otras palabras el volumen ocupado por las colas de N moléculas de tensioactivos  {\displaystyle NV_{cola}}  debe ser compatible con el área de la superficie de la cabeza; las moléculas de dos colas PC, cumplen las condiciones descritas.

## Las bicapas se forman por autoagregación de anfifilos de dos colas
Una estrategia de empaquetamiento, la membrana bicapa, presenta las colas hidrofóbicas entre ellas y no al agua ver, figura 1.

Los anfifilos de dos colas se presentan en las células y pertenecen a la familia de los fosfolípidos. A continuación se enunciaran algunas características de los fosfolípidos como formadores de la membrana celular:
- La autoagregación de PC en bicapas es más deseosa que la de los tensioactivos de una sola cadena en micelas. Esto se debe al hecho del valor de energía hidrofóbico de exponer dos cadenas al agua, puesto que ese coste es el doble que el de para una sola cadena. El coste de energía actúa a través de la constante de equilibrio y del CMC una medida del impulso químico en la autoagregación.

- El grosor de la membrana es limitada por la geometría de los fosfolípidos. Esto a su vez determina la permeabilidad de las membranas.

- Las membranas son fluidas. Es necesario tener en cuenta que no hay enlaces químicos específicos que conecten las moléculas de fosfolípidos entre sí, sino el carácter hidrofóbico de sus colas, de esta forma las moléculas se difunden en el plano de la membrana.

El estado de menor energía corresponde a una superficie plana, así no es posible deformar una bicapa para darle forma curvada, aun así curvarla implicaría un valor de energía libre, este coste viene dado por:
Cada grupo polar de la cabeza ocupa un área geométrica  {\displaystyle a_{cabeza}}, una desviación {\displaystyle \Delta a} supondrá cierto valor de energía. Realizando un desarrollo en serie {\displaystyle \Delta F=C_{0}+C_{1}\Delta a+C_{1}(\Delta a)^{2}+...}, el coeficiente {\displaystyle C_{0}}   es una constante por lo cual se puede excluir. Como la energía libre es mínima cuando {\displaystyle \Delta a=0} , la carga de  {\displaystyle C_{1}}  debe cancelar la contribución de la otra monocapa. Cuando las curvaturas son pequeñas, los términos de órdenes superiores son despreciables, por tanto el coste de energía llega a ser:

{\displaystyle E_{e}={\frac {1}{2}}K(\Delta a)^{2}}

Donde {\displaystyle E_{e}} se define como la energía elástica por molécula pc y, la constante K para este modelo, es intrínseca de la membrana. Esto debe cumplirse cuando {\displaystyle \Delta a} sea menor  {\displaystyle a_{cabeza}}.